# Johann Georg Halske
Johann Georg Halske était un inventeur et industriel allemand, qui a fondé la société où a travaillé à ses débuts Werner von Siemens. Il a apporté d'importants perfectionnements aux premiers télégraphes électriques.

## Biographie
Né à Hambourg en 1814, Johann Georg Halske fit ses études secondaires au lycée berlinois du monastère franciscain. Il a d'abord exercé le métier de mécanicien de précision dans l'atelier Boetticher et Halske, à Berlin, à partir de 1844, qui dépendait de marchés de niche. Le 21 décembre 1845, il a épousé Henriette Christiane Friederike Schmidt, 26 ans, qui a rapidement attendu le premier enfant du jeune couple. 
Il a ensuite travaillé avec Boetticher pour construire pointeur télégraphe de Siemens. Ensuite, à la suite de ses conversations et de ses premières expériences de travail avec Werner von Siemens, il s'est rendu compte que la Prusse n'avait pas d'autre entreprise pour fournir la construction du télégraphe capable de succéder au Télégraphe optique prussien de Friedrich Clemens Gerke : elle était à la recherche d'un opérateur dans ce domaine dès la fin des années 1840, sur un marché promis une forte demande, qui verra apparaître en 1849 la ligne entre Berlin et Aix-la-Chapelle de Bernhard Wolff. 
Les succès rapides de Siemens dans la première moitié de 1847 ont convaincu Johann Georg Halske de s'associer à lui pour fonder la société Telegraphenbauanstalt von Siemens & Halske qui deviendra par la suite l'entreprise Siemens, et qui a investi une partie des quelque 7 000 thalers de son capital dans la location de locaux appropriés, 150 mètres carrés dans la partie arrière d'un immeuble, et le matériel d'atelier approprié. La contribution de Halske était son "talent de conception", Werner von Siemens apportant son "réseau" et ses inventions techniques.
Devenu  membre de la "Commission du Télégraphe prussien" il a répondu à un appel d'offres en mars 1848 et décroché en août le contrat pour l'installation d'une ligne télégraphique entre Berlin et Francfort, sur 500 km, le long de ce qui était le plus long tronçon de chemin de fer à cette époque en Europe. L'achèvement rapide du projet en mars de l'année suivante et les liens étroits de la jeune entreprise avec les autorités gouvernementales et militaires prussiennes l'ont aidé à obtenir d'autres contrats. Le 18 mars 1849, sa ligne a triomphalement télégraphié à Berlin l'élection à Francfort de l'Empereur par la première assemblée nationale allemande. 
Ensuite, des désaccords avec la Commission sont rapidement apparus à l'été de 1849, en raison de lignes mal isolées qui ont provoqué des perturbations dans les communications entre Berlin et d'autres villes.  En 1851, l'État prussien a annulé toutes les commandes avec Siemens & Halske et mis fin à la relation d'affaires. La diversification de l'entreprise à l'étranger est ensuite devenue une source de discorde entre les fondateurs de l'entreprise. La Grande Exposition de 1851 à Londres, à Crystal Palace, a permis à la société d'effecteur ses débuts sur la scène internationale, mais elle n'y a rencontré rencontré aucun succès d'ampleur, malgré un prix décerné par l'un des organisateurs de l'événement.
En 1855, la société de Werner von Siemens et Johann Georg Halske ont construit pour la Russie une ligne de télégraphe qui part en direction de Sébastopol, mais arrivera trop tard pour le début de la Guerre de Crimée. Lorsque les hostilités sont déclenchées, elle n'est parvenue qu'à Simferopol.